# Championnat de Zambie de football 2012
Navigation
Saison précédente Saison suivante
La saison 2012 du Championnat de Zambie de football est la cinquante-et-unième édition de la première division en Zambie. Les seize meilleures équipes du pays sont regroupées au sein d'une poule unique où elles s'affrontent deux fois, à domicile et à l'extérieur. En fin de saison, les quatre derniers du classement sont relégués et remplacés par les deux premiers de chacune des deux groupes géographiques de Zambian Second Division, la deuxième division zambienne.
C'est le club du Zanaco FC qui remporte le championnat cette saison après avoir terminé en tête du classement, avec deux points sur le tenant du titre, Power Dynamos FC et sept sur ZESCO United FC. C'est le sixième titre de champion de Zambie de l'histoire du club.

## Les clubs participants
| - Konkola Blades FC - Power Dynamos FC - Nchanga Rovers FC - Roan United FC - Green Buffaloes FC - Indeni Ndola - Promu de Second Division - Nkana FC - Konkola Mine Police - Promu de Second Division | - Red Arrows FC - Zanaco FC - ZESCO United FC - Forest Rangers FC - NAPSA Stars Lusaka - Promu de Second Division - Nakambala Leopards FC - National Assembly FC - Promu de Second Division - Green Eagles FC |

## Compétition
Le barème de points servant à établir le classement se décompose ainsi :
- Victoire : 3 points
- Match nul : 1 point
- Défaite : 0 point

### Classement
| Rang | Équipe                | Pts | J  | G  | N  | P  | Bp | Bc | Diff |
| ---- | --------------------- | --- | -- | -- | -- | -- | -- | -- | ---- |
| 1    | Zanaco FC             | 61  | 30 | 17 | 10 | 3  | 33 | 14 | +19  |
| 2    | Power Dynamos FCT     | 59  | 30 | 17 | 8  | 5  | 48 | 18 | +30  |
| 3    | ZESCO United FC       | 54  | 30 | 15 | 9  | 6  | 41 | 20 | +21  |
| 4    | Red Arrows FC         | 47  | 30 | 11 | 14 | 5  | 35 | 18 | +17  |
| 5    | Konkola Blades FC     | 45  | 30 | 12 | 9  | 9  | 27 | 29 | -2   |
| 6    | Nchanga Rovers FC     | 44  | 30 | 13 | 5  | 12 | 30 | 27 | +3   |
| 7    | Green Buffaloes FC    | 43  | 30 | 11 | 10 | 9  | 28 | 28 | 0    |
| 8    | Forest Rangers FC     | 38  | 30 | 11 | 9  | 10 | 31 | 30 | +1   |
| 9    | NAPSA Stars LusakaP   | 37  | 30 | 10 | 7  | 13 | 33 | 38 | -5   |
| 10   | Nkana FC              | 35  | 30 | 7  | 14 | 9  | 35 | 39 | -4   |
| 11   | Konkola Mine PoliceP  | 35  | 30 | 8  | 11 | 11 | 26 | 34 | -8   |
| 12   | Roan United FC        | 35  | 30 | 7  | 14 | 9  | 29 | 39 | -10  |
| 13   | Green Eagles FC       | 31  | 30 | 6  | 13 | 11 | 14 | 21 | -7   |
| 14   | National Assembly FCP | 29  | 30 | 7  | 8  | 15 | 22 | 34 | -12  |
| 15   | Nakambala Leopards FC | 26  | 30 | 6  | 8  | 16 | 19 | 38 | -19  |
| 16   | Indeni NdolaP         | 23  | 30 | 6  | 5  | 19 | 23 | 47 | -24  |

|  | Qualification pour la Ligue des champions de la CAF 2013 |
|  | Qualification pour la Coupe de la confédération 2013     |
|  | Relégation directe en Division One                       |
|  | T : Tenant du titre P : Promu de Second Division         |

## Bilan de la saison
| Championnat de Zambie de football 2012 |                           |
| Champion                               | Zanaco FC (6e titre)      |
| Coupes et trophées                     |                           |
| Vainqueur de la Coupe de Zambie 2012   | Non disputée              |
| Qualifications continentales           |                           |
| Ligue des champions de la CAF 2013     | Zanaco FC                 |
| Coupe de la confédération 2013         | Power Dynamos FC          |
| Promotions et relégations              |                           |
| Promus en Premier League               | Lime Hotspurs FC          |
| Promus en Premier League               | Kalulushi Modern Stars FC |
| Promus en Premier League               | Nkwazi FC                 |
| Promus en Premier League               | Kabwe Warriors FC         |
| Relégués en Division One               | Green Eagles FC           |
| Relégués en Division One               | National Assembly FC      |
| Relégués en Division One               | Nakambala Leopards FC     |
| Relégués en Division One               | Indeni Ndola FC           |